# Порт Треллеборга
Порт Треллеборга — второй по величине грузовой порт Швеции (больше только порт Гётеборга (швед.)). Ежегодно через порт перевозятся примерно 11 миллионов тонн товаров и 1,8 миллиона пассажиров (2018).

## Описание
Паромные линии из порта:
- Треллеборг — Травемюнде, TT-Line (швед.)
- Треллеборг — Росток, TT-Line
- Треллеборг — Росток, Stena Line
- Треллеборг — Засниц, Stena Line
- Треллеборг — Свиноуйсьце, Unity Line
- Треллеборг — Свиноуйсьце, TT-Line
- Треллеборг — Клайпеда, TT-Line

Порт принимает большое количество судов, прибывает много грузовых паромов. До 2019 года через порт курсировал последний пассажирский поезд Швеции на железнодорожном пароме, Берлинский ночной экспресс (швед.), между Мальмё и Берлином по линии Треллеборг-Засниц (Stena Line). Грузовые железнодорожные вагоны до сих пор (2022) перевозятся по линии Треллеборг-Росток (Stena Line).
В июне 2011 года началось расширение гавани, целью которого также является расширение частей нынешней гавани под жилье.

## История
Первое упоминание о порте относится к 1366 году. Когда некоторые бюргеры из тогдашнего немецкого Штеттина (ныне — Щецин, Польша), во время войны датского короля Вальдемара Аттердага против ганзейских городов искали убежища. В 1619 году у Треллеборга датским королём были отозваны права города. В 1860 году граф Корфиц Бек-Фриис решил построить в Треллеборге гавань. В 1861 году открыта компания. А 25 марта 1862 года утвержден устав. В 1865 сборы в порту составили 1 615 риксдалеров, в 1866 уже 6 131 риксдалер. В 1867 году Треллеборг стал городом его руководство решило взять под контроль порт. Порт Треллеборга был передан городу в 1869 году. В 1873 году было начато углубление прохода. В 1897 году был открыт маршрут Треллеборг — Засниц